# Camillo Ruini
Camillo Ruini (Sassuolo, 19 febbraio 1931) è un cardinale e arcivescovo cattolico italiano.
È stato cardinale vicario del pontefice per la diocesi di Roma e arciprete della basilica papale di San Giovanni in Laterano dal 1º luglio 1991 al 27 giugno 2008; era stato pro-vicario dal 17 gennaio dello stesso anno. È stato inoltre presidente della Conferenza Episcopale Italiana (CEI) dal 7 marzo 1991 alla stessa data del 2007 e presidente della Conferenza episcopale Laziale.
Ha ricoperto anche la carica di presidente della Commissione internazionale di inchiesta su Međugorje, del Progetto culturale della Chiesa italiana e, dal 2010 al 2015, del comitato scientifico della Fondazione vaticana Joseph Ratzinger - Benedetto XVI.

## Biografia
Figlio di Francesco, medico chirurgo, e Iolanda Rizzoli, è nato a Sassuolo, in provincia di Modena e diocesi di Reggio Emilia, il 19 febbraio 1931.

### Formazione e ministero sacerdotale
Ha ottenuto la licenza in Filosofia e Teologia presso la Pontificia Università Gregoriana a Roma dove è stato alunno dell'Almo collegio Capranica. Ordinato sacerdote l'8 dicembre 1954 dal futuro cardinale Luigi Traglia, allora arcivescovo vicegerente. Rientrato nella diocesi di nascita nel 1957, ha insegnato filosofia presso il seminario diocesano e, successivamente e in tempi diversi, teologia dogmatica presso lo Studio Teologico Interdiocesano di Modena-Reggio Emilia-Carpi-Guastalla e presso lo Studio Teologico Accademico Bolognese.
All'insegnamento ha affiancato altri incarichi diocesani tra i quali quello di assistente diocesano dei Laureati Cattolici e di delegato vescovile per l'Azione Cattolica.

### Ministero episcopale e cardinalato
Papa Giovanni Paolo II lo ha nominato vescovo ausiliare per le diocesi di Reggio Emilia e Guastalla (successivamente riunite nell'attuale unica diocesi di Reggio Emilia-Guastalla) assegnandogli la sede titolare di Nepte il 16 maggio 1983.
È stato ordinato vescovo il 29 giugno successivo da monsignor Gilberto Baroni. Il 28 giugno 1986 è stato nominato segretario generale della Conferenza Episcopale Italiana da Giovanni Paolo II. Il 17 gennaio 1991 è stato nominato pro-vicario generale per la diocesi di Roma in attesa di divenirne vicario il 1º luglio 1991 dopo la creazione a cardinale avvenuta nel concistoro del 28 giugno 1991, del titolo di Sant'Agnese fuori le mura. Fino alla creazione del cardinale Dionigi Tettamanzi (21 febbraio 1998) è stato il porporato italiano più giovane.

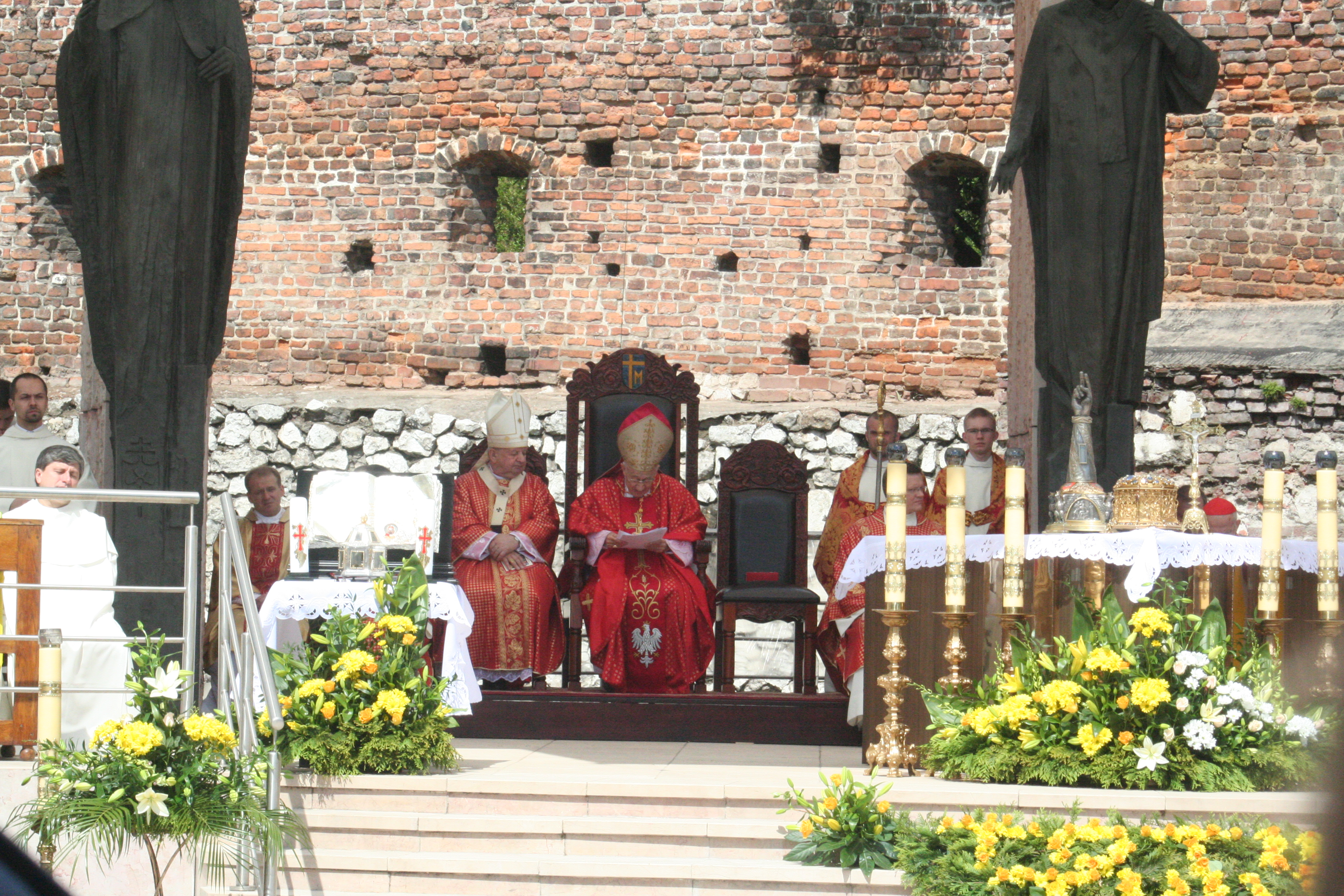
Il cardinale Ruini a Cracovia nel 2008.

Nel frattempo, il 7 marzo 1991, Giovanni Paolo II lo aveva nominato anche presidente della Conferenza Episcopale Italiana, incarico nel quale sarà confermato per i successivi quinquenni il 7 marzo 1996, il 6 marzo 2001 e il 14 febbraio 2006 da papa Benedetto XVI con la formula "donec aliter provideatur" (cioè: "fino a che non venga disposto diversamente", ovvero fino alla nomina di un successore). Il 7 marzo 2007 il Papa ha accettato le sue dimissioni per raggiunti limiti di età chiamando monsignor Angelo Bagnasco a sostituirlo alla guida dei vescovi italiani dopo sedici anni.
Il 21 giugno 2008 ha annunciato in San Giovanni in Laterano durante la messa per i suoi 25 anni di episcopato il ritiro per raggiunti limiti di età, dopo 17 anni di servizio, anche dall'incarico di vicario del Papa per la diocesi di Roma, nel quale è stato sostituito dal cardinale Agostino Vallini. Il 17 marzo 2010 è stato nominato presidente della Commissione internazionale di inchiesta su Međugorje. Il 19 febbraio 2011, avendo raggiunto l'età di 80 anni, diviene cardinale non elettore.

## Prese di posizione e pensiero
Ruini ha sostenuto nella Chiesa cattolica italiana la necessità di una presenza della Chiesa e dei cattolici nel mondo della cultura, da realizzare attraverso il Progetto culturale della Chiesa italiana. Specialmente con l'avvento del nuovo millennio, ha delineato un modo alternativo di intendere la missione della Chiesa cattolica nella società di cui è parte (quella italiana), alimentando il dibattito politico su argomenti come la difesa dei diritti umani e del diritto alla vita.
Alcune componenti, laiche e non, del mondo politico italiano, pur giudicando pertinente alla missione ecclesiastica l'interesse per questi argomenti, hanno contestato la parzialità e la pretesa di universalità di alcune esternazioni del cardinale, ritenendo che su certi argomenti il messaggio della Chiesa non debba entrare nello specifico della legislazione di uno stato sovrano, ma limitarsi a indicazioni di carattere generale, senza imporre per legge le prescrizioni di un'ideologia particolare.
Nel 2005, in occasione dei referendum abrogativi della legge 40 sulla fecondazione medicalmente assistita e la ricerca scientifica sulle cellule staminali, si fece portavoce dell'istanza ufficiale della CEI invitando i cattolici a non presentarsi alle urne con lo scopo di non raggiungere il quorum del 50%, in difesa del «diritto alla vita». Il gesto venne letto in maniera eterogenea dal mondo politico: per i promotori del referendum fu un'inaccettabile ingerenza della Chiesa cattolica nel mondo politico, a lei estraneo, per altri invece, un legittimo parere di un'importante personalità pubblica.

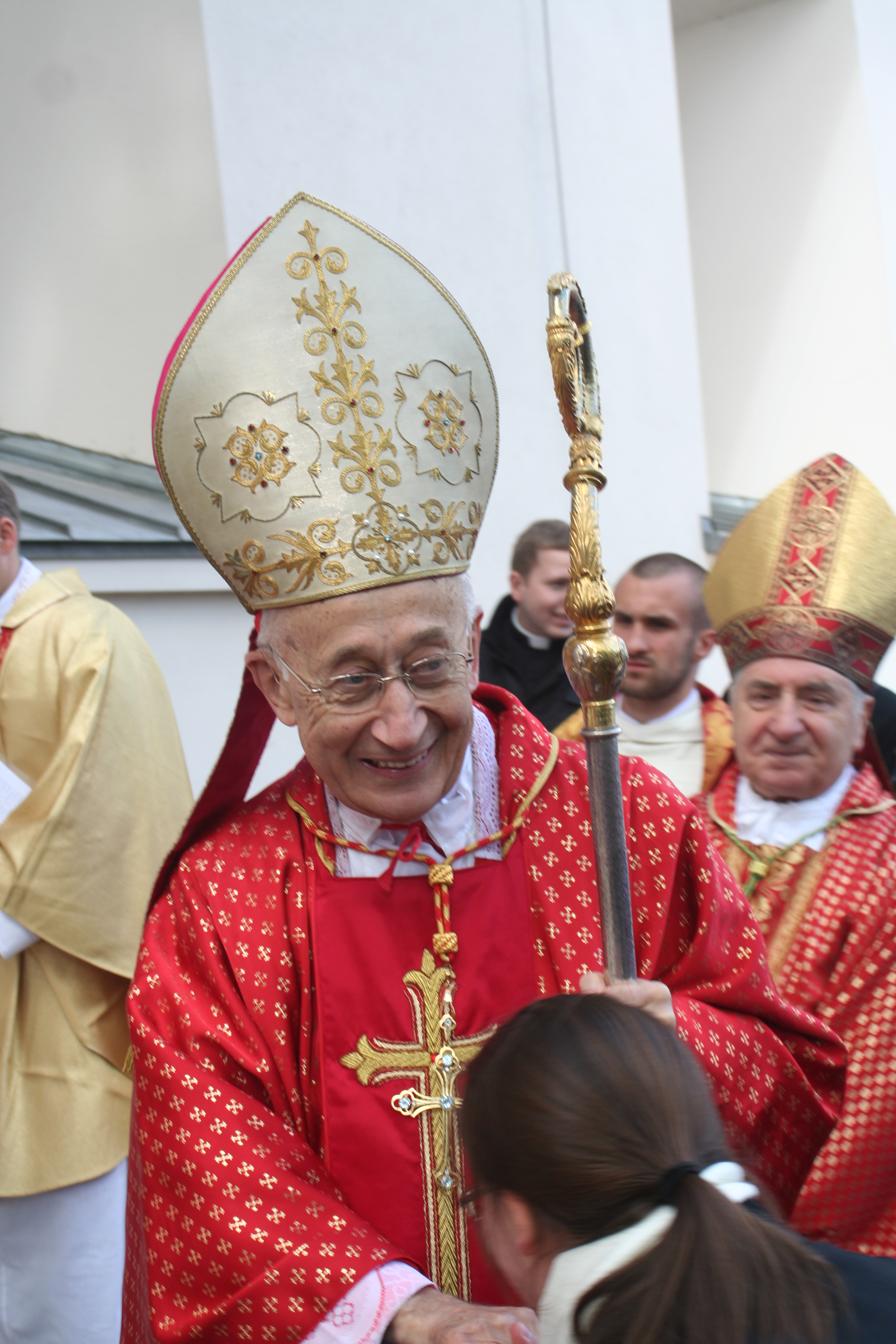
Il cardinale Camillo Ruini alla tradizionale processione in onore di San Stanislao da Wawel a Skalka, 2011.

Ruini fu anche denunciato dal ginecologo Severino Antinori, sulla base di una normativa che condanna fino a tre anni di reclusione chi incita all'astensione, ma la denuncia fu subito archiviata, in quanto le parole di Ruini avevano solo il valore di un'indicazione. Il referendum fallì poiché non raggiunse il quorum: si recò alle urne soltanto un quarto degli elettori. Il cardinale Ruini, incalzato dai giornalisti, affermò il giorno dopo l'annuncio dei risultati: «Sono favorevolmente colpito dalla maturità del popolo italiano». In quell'occasione la Chiesa e i partiti politici contrari al referendum non caldeggiarono la scelta del no confidando in un più sicuro astensionismo.
Nel settembre 2005 venne aspramente contestato e criticato da un gruppo di studenti del collettivo Farfalle Rosse, che interruppero lanciando slogan ed esponendo striscioni («Libero amore in libero Stato», «Siamo tutti omosessuali», «Vogliamo fare Pacs in avanti nei diritti»), una cerimonia privata della Fondazione Liberal del parlamentare di Forza Italia, Ferdinando Adornato, nel quale veniva elargito un premio al cardinale: da questa contestazione presero le distanze quasi tutti gli esponenti del mondo politico, anche quelli critici verso le opinioni ed i comportamenti di Ruini.
Più volte il Vicario del Papa si è detto contrario al riconoscimento giuridico delle coppie omosessuali e delle coppie di fatto (PACS), in linea con la Dottrina cattolica e con il pensiero espresso da tutti i papi che hanno trattato tali argomenti. Ruini ritiene che l'introduzione di queste normative «comprometterebbe gravemente il valore e le funzioni della famiglia legittima fondata sul matrimonio e il rispetto che si deve alla vita umana dal concepimento al suo termine naturale»". Il cardinale ha anche criticato l'approvazione da parte dell'Unione europea di una risoluzione che «sollecita una equiparazione dei diritti delle coppie omosessuali con quelli delle vere e legittime famiglie». «Conforta il fatto - ha commentato - che gran parte degli europarlamentari italiani si è opposta a tale risoluzione».
Nel 2007, dopo l'annuncio di Romano Prodi di creare uno status giuridico per le coppie omosessuali, il disegno di legge DICO, Ruini si muove per bloccare quel progetto. Intervistato dal giornalista Frédéric Martel, nel 2018, ha dichiarato: "Prodi era mio amico, è vero. Ma non sulle unioni civili! Abbiamo fermato questo progetto. Ho fatto cadere il suo governo! Ho fatto cadere Prodi! Le unioni civili: questo era il mio campo di battaglia".
Il 3 novembre 2019 suscita scalpore una sua intervista ad Aldo Cazzullo per il Corriere della Sera in cui invita la Chiesa a dialogare con Matteo Salvini, da lui giudicato come una figura non totalmente negativa.
Nel volume "C'è un dopo?" ha dichiarato che non è noto se vi sia una vita dopo la morte sebbene le esperienze di premorte e quelle extracorporee testimonino una probabile sopravvivenza dell'anima.

### Il caso Welby
La decisione del Vicariato di Roma di negare le esequie religiose a Piergiorgio Welby ha dato origine ad un dibattito nell'opinione pubblica. Questi, da anni ammalato di distrofia muscolare, aveva manifestato pubblicamente la richiesta che venisse sospeso ciò che egli considerava accanimento terapeutico nei suoi confronti. Il Vicariato di Roma ha inteso prendere questa decisione perché tali richieste erano state fatte pubblicamente e ribadite più volte, pertanto non era più possibile presumere quella mancanza di piena avvertenza e di deliberato consenso che consente, in altri casi, di concedere le esequie ecclesiastiche anche a chi pone fine alla propria vita. In una nota si è così espresso:
Al riguardo, il cardinal Ruini ha parlato di:

## Genealogia episcopale e successione apostolica
La genealogia episcopale è:
- Cardinale Scipione Rebiba
- Cardinale Giulio Antonio Santori
- Cardinale Girolamo Bernerio, O.P.
- Arcivescovo Galeazzo Sanvitale
- Cardinale Ludovico Ludovisi
- Cardinale Luigi Caetani
- Cardinale Ulderico Carpegna
- Cardinale Paluzzo Paluzzi Altieri degli Albertoni
- Papa Benedetto XIII
- Papa Benedetto XIV
- Papa Clemente XIII
- Cardinale Bernardino Giraud
- Cardinale Alessandro Mattei
- Cardinale Pietro Francesco Galleffi
- Cardinale Giacomo Filippo Fransoni
- Cardinale Carlo Sacconi
- Cardinale Edward Henry Howard
- Cardinale Mariano Rampolla del Tindaro
- Cardinale Gennaro Granito Pignatelli di Belmonte
- Cardinale Pietro Boetto, S.I.
- Cardinale Giuseppe Siri
- Cardinale Giacomo Lercaro
- Vescovo Gilberto Baroni
- Cardinale Camillo Ruini

La successione apostolica è:
- Arcivescovo Cesare Nosiglia (1991)
- Vescovo Armando Brambilla (1994)
- Vescovo Luciano Monari (1995)
- Vescovo Vincenzo Apicella (1996)
- Arcivescovo Luigi Conti (1996)
- Arcivescovo Benvenuto Italo Castellani (1997)
- Arcivescovo Luigi Moretti (1998)
- Arcivescovo Rino Fisichella (1998)
- Vescovo Francesco Lambiasi (1999)
- Arcivescovo Vincenzo Paglia (2000)
- Arcivescovo Francesco Marinelli (2000)
- Arcivescovo Tommaso Valentinetti (2000)
- Cardinale Giuseppe Betori (2001)
- Vescovo Paolo Schiavon (2002)
- Vescovo Lorenzo Loppa (2002)
- Vescovo Pietro Maria Fragnelli (2003)
- Vescovo Ernesto Mandara (2004)
- Vescovo Domenico Sigalini (2005)
- Vescovo Benedetto Tuzia (2006)
- Arcivescovo Ignazio Sanna (2006)
- Vescovo Domenico Mogavero (2007)
- Vescovo Claudio Giuliodori (2007)
- Vescovo Romano Rossi (2008)
- Vescovo Mauro Parmeggiani (2008)
- Vescovo Antonio Staglianò (2009)